# ようこう
ようこう (第14号科学衛星SOLAR-A) は日本の旧文部省宇宙科学研究所（ISAS、現在の宇宙航空研究開発機構宇宙科学研究本部）が打ち上げた太陽観測衛星である。開発・製造は日本電気が担当した。1991年8月30日に鹿児島県内之浦町（現肝付町）にある鹿児島宇宙空間観測所（現内之浦宇宙空間観測所）からM-3SIIロケットによって打ち上げられた。打ち上げ後、太陽の光を意味する「陽光」から「ようこう」と名付けられた。本来の衛星設計寿命よりも長く稼動し、2001年12月15日に姿勢制御を失って観測が中断されるまでの約10年間、太陽活動のほぼ1周期に渡って観測を行った。

## ミッションの概要
ようこうは第22太陽活動極大期の太陽を観測する目的で開発され、打ち上げられた。実際に太陽活動が極大を迎えたのは1989年12月と考えられており、打ち上げはそれを少し過ぎた頃である。第22極大期に打ち上げられた太陽観測衛星は当機のみである。ISASは1980年代に「ひのとり」という太陽観測衛星を運用した経験があるが、当機ではその経験を生かし、かつ当時最高の太陽観測衛星を作り最大の理学的成果を得るために国内外との大規模な協力のもと計画がスタートした。開発期間は4年半であり、打ち上げは計画当初の予定通りに行われた。
衛星の寿命は3年を予定していたが、その後も観測機器は正常に動作したため、結果として10年3ヶ月にわたる観測を実現した。しかし長期運用による衛星の老朽化により、2000年秋頃から姿勢制御が困難となり始めた。
2001年12月15日、南太平洋上空で金環日食帯の中を通過するさい、セーフモードに移行する過程で衛星が異常な回転を始め、太陽を向かなくなった。そのため太陽電池の発電量が落ち、蓄電池の充電量が減少して観測装置が停止した。その後、観測能力回復のために手が尽くされたが、2004年4月末に衛星からの電波送信を停止する措置を取り、運用を終了した。
2005年9月12日、日本時間の18時16分頃、南アジア上空から大気圏に突入、地上には到達することなく燃え尽きて消滅した。

## 観測装置

### 軟X線望遠鏡
軟X線望遠鏡 (SXT) は、0.5-6 nmのX線を観測する望遠鏡である。斜入射X線反射鏡を用いて結像し、X線CCDで検出する。空間分解能は2.45秒角。観測の対象は太陽コロナや太陽フレアの高温プラズマである。6種類のフィルターを通すことでプラズマの温度を調べることができるほか、可視光との同時撮影が可能であり、太陽黒点とコロナ磁場の関係を調べることが可能となっている。日米国際協力で開発された。

### 硬X線望遠鏡
硬X線望遠鏡 (HXT) は、14-23 keV、23-33 keV、33-53 keV、53-93 keVの4つのエネルギー帯のX線を観測する望遠鏡である。検出には64個の「すだれコリメーター」を使い、64個のフーリエ成分として観測したデータを地上のコンピューターで合成して像を得る「フーリエ合成型望遠鏡」である。空間分解能5秒角、時間分解能0.5秒と、第21太陽活動極大期に運用された太陽観測衛星であるソーラーマックス、ひのとりにくらべ格段に性能を向上させている。主な観測対象は太陽フレアから生じる高エネルギー電子、超高温プラズマである。

### ブラッグ結晶分光器
ブラッグ結晶分光器 (BCS) は、太陽X線のうち、硫黄、カルシウム、鉄から発せられる4つの輝線スペクトルを高い波長分解能で観測するための機器である。ゲルマニウムの湾曲結晶で反射したX線を一次元位置感応型ガス比例計数管で検出する。結晶で反射したX線は、結晶格子の間隔に依存する特定波長のX線のみを含む。反射角と反射されるX線の波長は相関関係にあるため、反射角を変えて観測することでX線のスペクトルを測定することが可能であるが、これを湾曲結晶を用いることで実現している。主な観測対象はフレア中のプラズマの加熱や運動の様子である。開発は日米英の国際協力のもとで行われた。

### 広帯域スペクトル計
広帯域スペクトル計 (WBS) は、軟X線(2-30 keV)、硬X線(20-400 keV)、γ線(0.2-100 MeV)の波長域をカバーするスペクトル計である。フレアによって生じる高温プラズマの加熱メカニズム、高エネルギー電子の加速機構の解明を目的とする。